# Prosopography of the Later Roman Empire
Prosopography of the Later Roman Empire, abreviado como PLRE («Prosopografía del Imperio romano tardío») es un conjunto de tres volúmenes que describen colectivamente cada persona registrada del mundo romano desde 260, fecha del inicio del reinado del emperador Galieno (r.  253-268), hasta 641, que corresponde a la muerte del emperador Heraclio (r. 610-641), fecha utilizada comúnmente para marcar el final de la antigüedad tardía.
Entre las fuentes citadas se incluyen libros historiográficos contemporáneos, textos literarios, inscripciones, y diversas fuentes escritas. Los individuos conocidos únicamente por fuentes dudosas (como por ejemplo Historia Augusta), así como las personas identificables cuyos nombres se han perdido, se incluyen con señales que indiquen la fiabilidad. 

## Historia
El principal proyecto prosopográfico sobre el Imperio romano, la Prosopographia Imperii Romani (PIR) dirigida por Theodor Mommsen, se completó a fines del siglo xix y cubrió el período desde Augusto hasta el comienzo del reinado de Diocleciano. A principios del siglo xx, por sugerencia del propio Mommsen, Adolf Harnack propuso una continuación del PIR desde el comienzo del reinado de Diocleciano hasta la muerte de Justiniano I (565). Esta Prosopographie des Spätrömischen Reiches debería haber incluido tanto figuras seculares como eclesiásticas. El proyecto, que comenzó antes de la Primera Guerra Mundial, fue retrasado por esta, y luego fue a su muerte en 1933, cuando se habían reiunido alrededor de 75 000 citas.
En 1948, Arnold Hugh Martin Jones e Idris Bell solicitaron a la Academia Británica una beca para crear un corpus de «todas las personas que tenían un título civil o militar». El 4 de octubre de 1949 se reunió el primer comité, presidido por Jones, con John Morris como secretario y Bell, Norman H. Baynes y Edward Arthur Thompson como miembros. En 1950 se celebró en París el Primer Congreso Internacional de Estudios Clásicos; un grupo de eruditos ingleses liderados por Jones se reunió con colegas franceses liderados por Henri-Irénée Marrou y determinaron que los británicos trabajarían en la redacción de una prosopografía de figuras civiles y militares, la Prosopography of the Later Roman Empire, mientras que los franceses se habrían dedicado a la de los religiosos, la Prosopographie chrétienne du Bas-Empire (PCBE). En 1951, la Academia de Berlín concedió a los británicos y franceses acceso al material ya preparado. En 1953 existía un Comité de Supervisión PLRE que incluía a Jones, Baynes, Thompson, Bell, Morris y Colin Henderson Roberts. Una de las primeras decisiones del comité fue adelantar la fecha de inicio de la prosopografía a 260, el año del inicio del reinado de Galieno, para permitir una mejor visión de la evolución de la estructura civil y militar bajo el reinado de Diocleciano. También se decidió extender el intervalo cubierto hasta 641, el año de la muerte de Heraclio y una serie de eventos en la parte occidental de Europa. Estas fechas se convirtieron más tarde en las aceptadas tradicionalmente para la antigüedad tardía.

## Contenido
La mayoría de las entradas pertenecen a personas que ocupan puestos oficiales o clases con sus familias. Esta obra no incluye a clérigos, excepto en la medida en que se ubiquen en las categorías anteriores. Los volúmenes fueron publicados por la Cambridge University Press e involucró a un gran número de autores y colaboradores, teniendo a Arnold Hugh Martin Jones, John Robert Martindale y John Morris como editores principales.
El contenido se divide de la siguiente manera: 
- Volumen I, publicado en marzo de 1971, 1176 páginas, cubre los años 260-395.[5]
- Volumen II, publicado en octubre de 1980, 1355 páginas, cubre los años 395-527.[6]
- Volumen III, publicado en noviembre de 1992, 1626 páginas, cubre los años 527-641.[7]

El proyecto «Prosopografía del mundo bizantino» tiene como objeto ampliar la cobertura hasta el año 1265. A pesar de que algunas reseñas sobre este trabajo hicieran reparos a ciertas fallas y omisiones, su recepción fue extraordinariamente positiva y en general estos problemas se consideraron de poca importancia teniendo en cuenta el valor del conjunto, además de ser inevitables en trabajos de semejantes proporciones. Se ha convertido en obra de referencia obligatoria y la información recopilada desde entonces viene impulsando una gran cantidad de nuevos trabajos.